# Павлодарська сільська адміністрація
Павлода́рська сільська адміністрація (каз. Павлодар ауылдық әкімдігі, рос. Павлодарская сельская администрация) — адміністративна одиниця у складі Павлодарської міської адміністрації Павлодарської області Казахстану. Адміністративний центр — село Павлодарське.
Населення — 10613 осіб (2021; 5319 у 2009, 3751 у 1999, 4021 у 1989).
Станом на 1989 рік існувала Жана-Аульська сільська рада (села Павлодарське, Шаукен). Село Шаукен ліквідовано 2004 року. 2012 року Жанааульський сільський округ перетворено в Павлодарську сільську адміністрацію.

## Склад
До складу округу входять такі населені пункти:
| Населений пункт    | Старі назви | Населення, осіб (1989) | Населення, осіб (1999) | Населення, осіб (2009) | Населення, осіб (2021) |
| ------------------ | ----------- | ---------------------- | ---------------------- | ---------------------- | ---------------------- |
| Павлодарське, село | -           | 4398                   | 4541                   | 5319                   | 10613                  |
| Шаукен, село       | -           | 89                     | 92                     | -                      | -                      |